# Fjörgyn et Fjörgynn
Fjörgyn et Fjörgynn sont deux divinités du panthéon de la mythologie nordique.
Fjörgyn (signifiant « terre » en vieux norrois), parfois associée à une montagne, est décrite comme la mère de Thor, fils d'Odin.
Fjörgynn, quant à lui, est considéré comme le père (ou parfois l'amant) de la déesse Frigg, l'épouse d'Odin.

## Biographie
Ces deux divinités, en plus d'avoir été sujettes à de nombreuses théories, sont décrites dans les deux eddas, textes datant du XIIIe siècle et constituant une de nos principales sources sur la mythologie nordique.
Selon Hilda Ellis Davidson, Fjörgyn et Fjörgynn ont pu représenter un couple divin tel que celui formé par Freyr et Freya ou encore, selon certaines théories, Ullr et Ullin d'une part, Njörðr et Nerthus d'autre part.
Rudolf Simek suggère que Fjörgyn pourrait être simplement un autre nom de Jörd (dont le nom signifie lui aussi « terre », étant donné qu'elle n'est pas mentionnée dans l'edda de Snorri Sturluson en tant que déesse unique. Cependant, le fait que Fjörgyn n'apparaisse nulle part ailleurs dans la poésie des scaldes, comme on aurait pu s'y attendre s'il ne s'agissait que d'une simple alternative à Jörd.

## Mythologie comparée
Certaines théories proposent que Fjörgyn pourrait dériver du dieu indo-européen du tonnerre et de la pluie à cause de connexions linguistiques entre le vieux norrois Fjörgyn, le dieu hindou de la pluie Parjanya, le dieu lituanien Perkūnas et le dieu slave Péroun.